# Rudra wagae
Rudra wagae là một loài nhện trong họ Salticidae.
Loài này thuộc chi Rudra. Rudra wagae được Władysław Taczanowski miêu tả năm 1872.